# Михайлово (Краснинский район)
Михайлово — деревня в Краснинском районе Смоленской области России. Входит в состав Маньковского сельского поселения. Население — 10 жителей (2007 год). 
Расположена в западной части области в 10 км к северо-востоку от Красного, в 3 км севернее автодороги Р135 (Смоленск - Красный - Гусино), на берегу реки Дубрава. В 13 км северо-западнее деревни расположена железнодорожная станция Велино на линии Москва — Минск. 

## История
В годы Великой Отечественной войны деревня была оккупирована гитлеровскими войсками в июле 1941 года, освобождена в сентябре 1943 года.